# Нарва
Вижте пояснителната страница за други значения на Нарва.
На̀рва (на естонски: Narva jõgi, Нарва йъйги; на руски: Нарва или Нарова) е река на границата между Естония и Русия, Ленинградска област.

## Общи сведения
- Дължина – 77 км, горно течение – 40 км, средно течение – 20 км, долно течение – 17 км.
- Площ на басейна – 56 200 км².
- Дебит в устието – 399 м³/сек или 12,58 км³/год, което е със 78 м³/сек или е 2,46 км³/год повече от дебита при извора.
- Спад в надморската височина – 30 м, от тях 19 % (4 м-7,5 м) се падат на Нарвските водопади, а 16 % (5 м) на Омутските прагове.
- Потенциални хидроенергийни ресурси: средна мощност за година – 141 МВт, среден добив на енергия за година – 1235 млн. квт. ч.
- Средна ширина – 200 – 300 м, най-голяма ширина (около 900 м) се наблюдава при Верховския остров.
- Преобладаваща дълбочина – 3 – 4 м, на места до 6 м, пред устието – до 15 м.
- Средна скорост на течението – 1 м/с, при праговете до 3 м/с, в долното течение до 0,5 м/с.
- Наличие на лед в Нарва се наблюдава за около 5,5 месеца.
- Захранването на реката е смесено, с преобладаване на снежно. По-голямата част от водата се осигурява от Чудското езеро.
- Водно-електрически централи: Нарва.
- Градове по течението на Нарва: Нарва (Естония) и Ивановград (Русия).
- Корабоплаване: плавателната част се простира на 14,9 км под Нарвската ВЕЦ и 30 км при Нарвския язовир. Общо плавателната част съставлява 58 % от дължината на реката.
- Основни притоци: Плюса, Росон

## Описание на реката
Около извора, където Нарва изтича от Чудското езеро, са разположени две села: Скамя (Русия) и Васкнарва (Естония). В с. Васкнарва се намират развалините на замък, построен през 1349 г. и разрушен впоследствие. Височината на замъка била 12,5 м., а дебелината на стените – до 3,6 м. Средният дебит на реката около с. Васкнарва е 321 м³/сек или 10,123 км³/год. Малко по-надолу по течението, до с. Омут, реката е преградена от Омутските прагове с обща височина на падане около 5 м. В 40-те километра от устието до Нарвския язовир, реката тече през заблатени гори в североизточна Естония и югозападната част на област Санкт Петербург, Русия. В тази част в реката се вливат река Черна и няколко ручея. В горното си течение Нарва често тече в няколко ръкава, между които са се образували доста големи острови. Някои от тях, особено по-отдалечените от извора, са по-широки от самата река.
В средното течение на реката се намира Нарвският язовир.
В долното течение (от Нарвските водопади до моста на Дружбата) долината на Нарва е разположена в каньон с дълбочина над 20 м. От Нарвската ВЕЦ, на 4 км надолу по течението се простира Кренголмския остров – най-източната точка на Естония. Островът е дълъг около 750 м и широк около 200 м. На него са разположени фабриките на Кренголмската манифактура. На това място Нарва се разделя на два ръкава. Ширината на левия (естонски ръкав) е 40 м., а на десния (общ – Русия и Естония) – 85 м. Над левия (западен) ръкав са прекарани три моста, свързващи Кренголмския остров с левия бряг. С десния бряг няма сухопътна връзка.
Нарвските водопади са най-мощните водопади в Европа. Ако го нямаше язовира, всяка секунда 370 м³ вода биха падали от 7-метрова височина. Това може да се наблюдава, обаче, само веднъж седмично, когато язовирът се изпуска. Височината на левия Кренголски водопад е от 4 м. до 6 м., а на десния Йоалски водопад – от 6 до 7,5 м. Общата ширина на водопадите е 125 м.
Под Нарвската ВЕЦ течението на Нарва е най-бурно.
По-нататък реката тече още 2,2 км в границите на г. Нарва, а в останалите 12 км протича през хвойнови горички. На пътя и има няколко острова, в частност Петровски остров и остров Кану.
В 700 м от устието на Нарва в нея се влива река Росон (Росона). Росон свързва Нарва с р. Луга, течаща 15 км източно от Нарва. При Росон се наблюдава явлението бифуркация на реките – в зависимост от количеството вода в Нарва и Луга, Росон тече ту по посока на Нарва, ту по посока на Луга.
При мястото на вливане на Нарва във Финския залив, Балтийско море, се намира градът-курорт Нарва-Йъйесуу (Естония).
|  | Тази страница частично или изцяло представлява превод на страницата „Нарва (река)“ в Уикипедия на руски. Оригиналният текст, както и този превод, са защитени от Лиценза „Криейтив Комънс – Признание – Споделяне на споделеното“, а за съдържание, създадено преди юни 2009 година – от Лиценза за свободна документация на ГНУ. Прегледайте историята на редакциите на оригиналната страница, както и на преводната страница, за да видите списъка на съавторите. ВАЖНО: Този шаблон се отнася единствено до авторските права върху съдържанието на статията. Добавянето му не отменя изискването да се посочват конкретни източници на твърденията, които да бъдат благонадеждни. |